# Bubenik (Berg)
Der Bubenik, obersorbisch Bubnik, auch als Großdehsaer Berg oder Mittaschberg bezeichnet, ist ein 375,9 m hoher Berg in der Oberlausitz.

## Lage
Der Basaltberg befindet sich 4 km westlich von Löbau. Nördlich befinden sich der Löbauer Ortsteil Großdehsa und der Lawalder Ortsteil Kleindehsa. Beide Dörfer durch das Tal der Litte getrennt, das die westliche und südliche Begrenzung des Berges darstellt und ihn vom gegenüberliegenden, zum Czornebohmassiv gehörigen Kötzschauer Berg trennt. Der Bubenik bildet mit der 300 m nördlich gelegenen Kleinen Landeskrone (376,9 m) einen Doppelgipfel. Am Osthang des Bubenik liegt die Quelle der Seltenrein, an der sich dann das Dorf Oelsa erstreckt.
Der Name des Berges stammt aus dem Sorbischen, seine genaue Ableitung ist aber ungeklärt. Ein Zusammenhang mit dem obersorbischen Bubno (Trommel) etwa aufgrund seiner Gestalt ist spekulativ.
Der Bubenik bildet mit der Kleinen Landeskrone einen Doppelgipfel aus zwei vulkanischen Kegeln etwa gleicher Höhe zwischen denen sich in 361 m ein Sattel befindet. Die Bezeichnung Kleine Landeskrone erklärt sich mit der Ähnlichkeit des Gipfels mit der 420 m hohen Landeskrone bei Görlitz. Der Bubenik bietet einen weiten Blick über das Tal des Löbauer Wassers mit der Stadt Löbau und dem Löbauer Berg, ins nördliche Lausitzer Bergland, zum Rotstein, der Landeskrone und dem Kottmar.

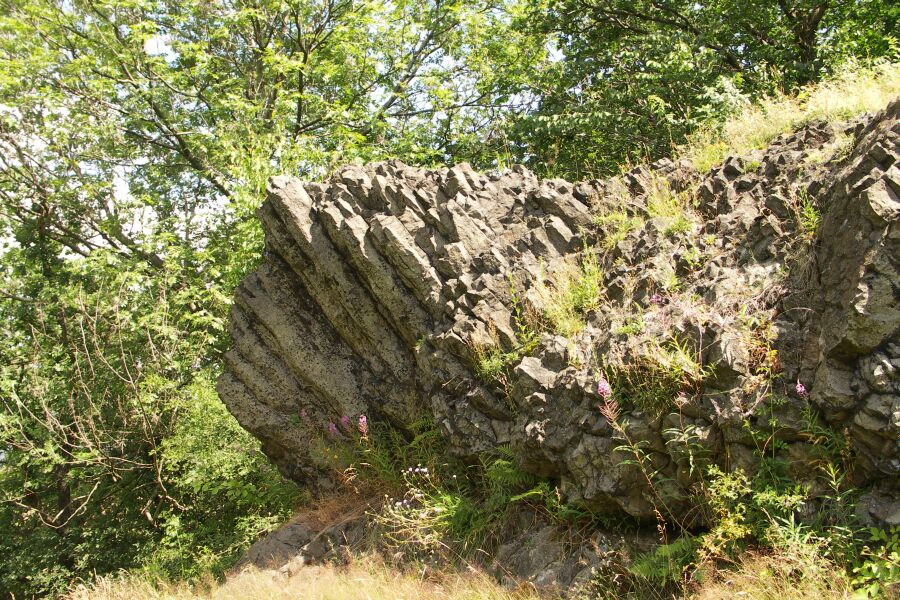
Basaltformationen auf dem Gipfel

Auf seinem Gipfel ist eine Basaltsäulenformation sichtbar, die wegen ihrer Form als Löwenköpfchen bezeichnet wird. Der nördliche Gipfel „Kleine Landeskrone“ ist mit Laubwald bestanden, während der felsigere Südgipfel von Trockenbuschwerk bedeckt wird. 
Der ehemalige Steinbruchbetrieb begann um 1850 und diente der Gewinnung von Schotter. Er wurde etwa 1905 eingestellt.
Wegen seiner seltenen Flora, zu denen unter anderem die Vogel-Nestwurz und der Sanikel gehört, wurde der Berg bereits 1938 zum Naturdenkmal erklärt.